# Ilex floribunda
Ilex floribunda är en järneksväxtart som beskrevs av Reiss. och Carl Maximowicz. Ilex floribunda ingår i släktet järnekar, och familjen järneksväxter. Inga underarter finns listade i Catalogue of Life.